# Hans Riso
Hans Riso (Lipsia, 16 marzo 1889 – dopo il 1910) è stato un calciatore tedesco, di ruolo portiere.

## Biografia
Era il fratello minore di Heinrich Riso.